# Venom (canción)
" Venom - Music from the Motion Picture ", más comúnmente conocido simplemente como "Venom", es una canción del rapero estadounidense Eminem, escrita para la banda sonora de la película de 2018 del mismo nombre y presentada en su álbum Kamikaze. Fue lanzado como single digital el 21 de septiembre de 2018. Tras el lanzamiento del álbum, la pista entró en las listas de éxitos en varios países, llegando al top 50 en los Estados Unidos, Canadá y Australia.